# Pseudosympodomma adensis
Pseudosympodomma adensis is een zeekommasoort uit de familie van de Bodotriidae. De wetenschappelijke naam van de soort is voor het eerst geldig gepubliceerd in 2008 door Mühlenhardt-Siegel.